# Phạm Đức Dương
Giáo sư Tiến sĩ Phạm Đức Dương (21 tháng 10 năm 1930 - 8 tháng 12 năm 2013) là một chuyên gia về Ngôn ngữ dân tộc và Đông Nam Á học ở Việt Nam.

## Tiểu sử
- Ông sinh tại làng Đông Thái - Tùng Ảnh - Đức Thọ - Hà Tĩnh.
- Sau hơn 10 năm chiến đấu ở chiến trường Lào, năm 1959 ông nhập học tại khoa Văn trường Tổng hợp Hà Nội và tốt nghiệp khóa 4 vào năm 1963. Do thành tích học tập xuất sắc, ông được cử sang Liên Xô học và bảo vệ thành công Luận án Tiến sĩ năm 1970[1].

## Các chức vụ
- 1970 – 1973, Trưởng phòng Ngữ âm – Ngôn ngữ dân tộc, Viện Ngôn ngữ học.
- 1975 – 1995, Viện trưởng Viện nghiên cứu Đông Nam Á thuộc Ủy ban Khoa học xã hội Việt Nam. Ông là một trong những thành viên sáng lập và xây dựng viện từ những ngày đầu tiên[2][3].
- 1990 – 1995, Tổng biên tập Tạp chí nghiên cứu Đông Nam Á; thành viên Hội đồng biên tập Tạp chí Sciences Socienles.
- 1995 – 2000, Tổng biên tập Tạp chí Việt Nam - Đông Nam Á ngày nay.
- 1980 – 2005, Giáo sư kiêm nhiệm Khoa Ngữ văn - trường Đại học Tổng hợp Hà Nội, nay là Khoa Ngôn ngữ học - trường Đại học Khoa học xã hội & nhân văn - Đại học Quốc gia Hà Nội.
- 1980 – 2000, ủy viên Hội đồng học hàm Nhà nước, chuyên ngành Ngôn ngữ học.

## Hoạt động hiện tại
- Chủ tịch TƯ Hội nghiên cứu khoa học Đông Nam Á – Việt Nam (SEARAV)[4].
- Viện trưởng Viện nghiên cứu Văn hóa Phương Đông – IOS thuộc SEARAV.
- Viện trưởng Viện Phát triển Ngôn ngữ học – LANGINGS, thuộc Sở Khoa học Công nghệ Hà Nội.
- Chủ tịch Hội đồng biên tập Tạp chí Đông Nam Á.
- Thành viên UNESCO Việt Nam.
- Ủy viên Hội đồng khoa học Quỹ văn hóa Phan Châu Trinh
- Chủ tịch Hội đồng khoa học Liên hiệp Hội Khoa học phát triển Du lịch bền vững
- Giáo sư thỉnh giảng tại các trường Đại học trên cả nước như: Đại học Quốc gia Hà Nội, Đại học Sư phạm Hà Nội, Đại học Văn hóa, Đại học Đà Lạt, Đại học Quốc gia TP Hồ Chí Minh, Đại học Bình Dương, Đại học Trà Vinh...

Ông từ trần hồi 3h32' sáng ngày 8/12/2013 tại Hà Nội, thọ 83 tuổi.

## Các công trình đã xuất bản
- Từ điển Thái – Việt, 1990 (chủ nhiệm).
- Từ điển Inđônêxia – Việt, 1998 (chủ nhiệm).
- Từ điển Lào – Việt, 1995 (chủ nhiệm).
- Tiếp xúc ngôn ngữ ở Đông Nam Á, 1983 (viết chung với GS Phan Ngọc).
- 25 năm tiếp cận Đông Nam Á học, 1998.
- Ngôn ngữ văn hóa Lào trong bối cảnh Đông Nam Á, 1998.
- Văn hóa Việt Nam trong bối cảnh Đông Nam Á, 2000.
- Từ văn hóa đến văn hóa học, 2002.
- Văn hóa Đông Nam Á, 2001.
- Bức tranh ngôn ngữ - văn hóa tộc người ở Việt Nam và Đông Nam Á, 2007.
- Việt Nam – Đông Nam Á – Ngôn ngữ và văn hóa, 2007.

## Khen thưởng
- Huân chương Lao động hạng nhất.
- Huân chương Tự do Ít xa ra hạng nhất (chính phủ Lào trao tặng).
- Huân chương kháng chiến chống Pháp, chống Mỹ.
- Huy chương Vì sự nghiệp Quốc tế, vì sự nghiệp Khoa học, Vì sự nghiệp UNESCO, Vì sự nghiệp Đoàn thanh niên, Vì sự nghiệp Dân tộc...[cần dẫn nguồn]

## Nổi tiếng
GS Phạm Đức Dương được biết tới không chỉ là một vị chuyên gia đầu ngành mà còn là ở một trái tim hồn hậu. Ông nổi tiếng với thư viện gia đình luôn rộng cửa chào đón những độc giả ham thích khoa học, những sinh viên nghèo không có điều kiện mua sách.